# Михайлики (Козельщинский район)
Михайлики (укр. Михайлики) — село,
Михайликовский сельский совет,
Козельщинский район,
Полтавская область,
Украина.
Код КОАТУУ — 5322082001. Население по переписи 2001 года составляло 445 человек.
Является административным центром Михайликовского сельского совета, в который, кроме того, входит село
Вязовка.

## Географическое положение
Село Михайлики находится на расстоянии в 1 км от села Юрочки.
Местность вокруг села сильно заболочена, много небольших заросших озёр.

## Экономика
- Птице-товарная ферма.
- АФ «Михайлики».

## Объекты социальной сферы
- Школа І—ІІ ст.